# عبد الكريم صقر
عبد الكريم محمود عزت صقر (مواليد 08 نوفمبر 1918 في القاهرة حى العباسيه وفي 14 أبريل 1922 رسمياً - الوفاة 6 مارس 1994)، كان لاعب كرة قدم مصري كان يلعب كمهاجم.

## المسيرة الاحترافية
بدأ ممارسة الكرة منذ نعومة اظافره في المدرسة الابتدائية وظل يلعب بدوري المدارس حتى وصل إلى المرحلة الثانوية حيث كان انضمامه إلى منتخب مدرسة فؤاد الأول الثانوية بداية نجوميته حيث لعب أول مباراة مع فريق المدرسة عام 1935 بالنادي الأهلي ولم يخرج يومها من النادي إلا بعد توقيعه على استمارة الانضمام لفريق الأهلي.
كان ضمن بعثة منتخب مصر في دورة برلين الأوليمبية عام 1936 ويعتبر حتى الآن أصغر لاعب مثل بلده في الأوليمبياد حيث كان عمره آنذاك 15 عاماً فقط، كما شارك بعدها في دورة لندن الأوليمبية عام 1948.

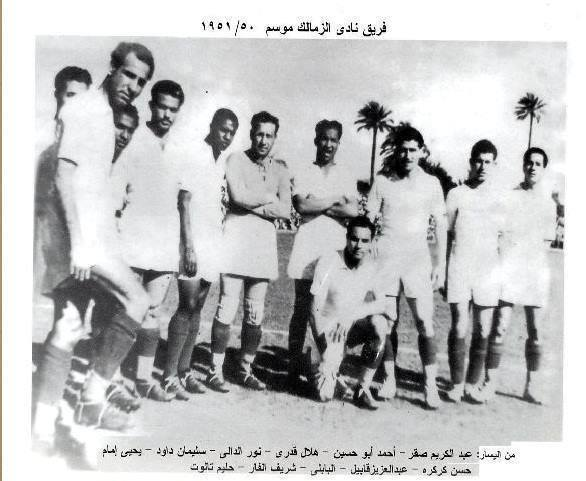
صقر ضمن تشكيلة فريق نادي الزمالك موسم 1950–51

انضم عبد الكريم صقر لنادي الزمالك عام 1938 في أكبر صفقة انتقال من الأهلي إلى الزمالك مقابل 50 جنيه مصري!!! وذاد إننتقالهمن شدة المنافسة بين قطبي الكرة المصرية الزمالك والأهلي. وفي 2 يناير 1942 شارك عبد الكريم صقر مع نادي الزمالك في المباراة الشهيرة ضد الأهلي في دوري منطقة القاهرة والتي انتهت بفوز الزمالك بنتيجة تاريخية 6-صفر، أحرز منهم عبد الكريم صقر هدفين. كما شارك أيضاً في 2 يونيو 1944 مع الزمالك في نهائي الكأس الشهير ضد الأهلي والذي انتهى أيضاً بفوز الزمالك بنفس النتيجة التاريخية 6-صفر، أحرز منهم عبد الكريم صقر هدفاً. ويعد عبد الكريم صقر اللاعب الوحيد الذي سجل في كلا المباراتين الشهيرتين. ويُعد صقر الهداف التاريخي لديربي القاهرة برصيد 19 هدف سجلهم مع الناديين (10 أهداف للزمالك، 9 أهداف للأهلي)، وهو أيضاً ثاني هدافي نادي الزمالك في تاريخ الديربي برصيد 10 أهداف بعد مصطفي طه (12 هدف).
أمضي صقر ما يقرب من الخمسة عشر عاما داخل جدران القلعة البيضاء وأحرز العديد من الأهداف لناديه. وحقق 14 لقبا مع ناديه حيث فاز مع الزمالك بلقب كأس مصر في (1940–41, 1942–43, 1943–44, 1951–52)، وفاز أيضا بدوري منطقة القاهرة (1939–40, 1940–41, 1943–44, 1944–45, 1945–46, 1946–47, 1948–49, 1950–51, 1951–52, 1952–53)، كما فاز بكأس الملك فؤاد في (1940–41).
كاد يحترف في نادي هدرسفيلد تاون الإنجليزي عام 1945 بعد تألقه في مباراة وندوز الإنجليزي ولكنه رفض لارتباطه بزميله محمد الجندي الذي سافر معه إلى إنجلترا للالتحاق بالنادي لكن بعد وصولهما أبدى رئيس النادي رغبته في التعاقد مع عبد الكريم صقر وحده فرفض وعاد مع محمد الجندي إلى القاهرة ثانية.
عين في عام 1972 مستشاراً فنيا للمجلس الأعلى للشباب والرياضة.
وتُوفى في 6 مارس 1994 (75 سنة)

.

## إنجازات
النادي الأهلي
- دوري منطقة القاهرة: 1935–36، 1936–37, 1937–38, 1938–39
- كأس مصر: 1936–37
- كأس السلطان حسين: 1938

نادي الزمالك
- دوري منطقة القاهرة: 1939–40, 1940–41, 1943–44, 1944–45, 1945–46, 1946–47, 1948–49, 1950–51, 1951–52, 1952–53
- كأس مصر: 1940–41, 1942–43, 1943–44, 1951–52
- كأس الملك فؤاد: 1940–41

## روابط خارجية
- عبد الكريم صقر على موقع أوليمبيديا (الإنجليزية)